# THE SHAMPOO HAT
THE SHAMPOO HAT（ザ・シャンプーハット）は、日本の劇団。

## 略歴
1996年、パフォーマンス集団「STAGE14°」のメンバーだった野中隆光、赤堀雅秋、児玉貴志、多門勝、日比大介、福田暢秀らで旗揚げ。全公演の作・演出を赤堀雅秋が務めている。
2000年の公演「カフェ・モンテカルロ」より下北沢を中心に活動を始める。
2002年には「アメリカ」（2001年上演）がフジテレビの「演技者。」でドラマ化。さらに2004年には「雨が来る」（2002年上演）が「劇団演技者。」でドラマ化。各ドラマの演出をそれぞれ大根仁が担当した。
2006年上演「津田沼」が、第51回岸田國士戯曲賞にノミネートされる。
2007年上演「その夜の侍」が、第52回岸田國士戯曲賞にノミネートされる。
2008年には、テレビ東京の「週刊真木よう子」で赤堀が書き下ろした「立川ドライブ」が舞台化された。舞台版の主演は坂井真紀である。
2010年上演「砂町の王」が、第55回岸田國士戯曲賞にノミネートされる。
2010年に「アメリカ」をD-BOYSが上演、赤堀雅秋が演出を務めた。
2012年「その夜の侍」が映画化。監督・脚本は赤堀雅秋、主演は堺雅人と山田孝之。
2012年上演「一丁目ぞめき」が、第57回岸田國士戯曲賞を受賞。
2016年「葛城事件」が映画化。監督・脚本は赤堀雅秋、主演は三浦友和。

## 劇団員
- 野中隆光
- 赤堀雅秋 （作・演出）
- 児玉貴志
バンド「アポロン」や「ザ・ラヴ」のメンバーだった高宮雄次が代表を務める広告代理店『株式会社UZアドベックス』にて広告マンとしても活動。会社のホームページでも写真付きで紹介されている。
- 日比大介
- 滝沢恵
- 吉牟田眞奈
- 遠藤留奈
- 菊妻亮太
- 勢古尚行

## 元劇団員
- 福田暢秀
- 多門勝
- 黒田大輔
- 梨木智香
- 下城麻菜
- 村上佳代子

## 公演歴
- 第1回公演 「くつ。」 （1996年）
- 第2回公演 「グレープフルーツムーン」 （1998年）
- 第3回公演 「KIRIFUDA」 （1998年）
- 第4回公演 「みかん」 （1998年）
- 第5回公演 「さくら」 （1999年）
- 第6回公演 「黄色い空」 （1999年）
- 第7回公演 「月が笑う」 （2000年）
- 第8回公演 「ワンダフル・ワールド」 （2000年）
- 第9回公演 「カフェ・モンテカルロ」 （2000年）
- 第10回公演 「アメリカ」 （2001年）
- 第11回公演 「蠅男」 （2001年）
- 第12回公演 「女の足の裏」 （2001年）
- 第13回公演 「雨が来る」 （2002年）
- 第14回公演 「青空」 （2003年）
- 第15回公演 「緑色のスカート」 （2003年）
- 第16回公演 「肉屋の息子」 （2004年）
- 第17回公演 「ゴスペルトレイン」 （2004年）
- 第18回公演 「事件」 （2005年）
- 第19回公演 「恋の片道切符」 （2006年）
- 第20回公演 「津田沼」 （2006年）
- 第21回公演 「その夜の侍」 （2007年）
- 第22回公演 「立川ドライブ」 （2008年）
- 第23回公演 「葡萄」 （2008年）
- 第24回公演 「沼袋十人斬り」 （2009年）
- 第25回公演 「砂町の王」 （2010年）
- 第26回公演 「沼袋十人斬り・改訂版」 （2011年）
- 第27回公演 「一丁目ぞめき」 （2012年）
- 第28回公演 「葛城事件」 （2013年）
- 第29回公演 「風の吹く夢」 （2014年）

## 関連のある人物
- 大根仁 - ドラマ演出家。「演技者。『アメリカ』」、「劇団演技者。『雨が来る』」「週刊真木よう子『立川ドライブ』」で演出担当。大根と赤堀は他にも「30minutes」（テレビ東京）でタッグを組んでいる。